# Phaidon Press
Phaidon Press è uno dei principali editori di arti visive, architettura, fotografia e design britannici. I suoi uffici si trovano a Londra, Parigi, Barcellona, Milano, Tokyo e New York.
Phaidon fu fondata a Vienna nel 1923 da Bela Horowiz e Ludwig Goldscheider con l'obiettivo di creare libri d'arte di qualità a prezzi economici.
Le prime pubblicazioni non erano direttamente relative alle arti visive ma si occupavano di letteratura, filosofia e storia. I titoli artistici di grande formato comparvero per la prima volta nel 1936 con la pubblicazione di una monografia su Van Gogh, a cui ne seguirono altre su Botticelli e gli Impressionisti francesi.
Durante la Seconda guerra mondiale l'occupazione nazista forzò i fondatori a trasferirsi in Inghilterra per sfuggire alle persecuzioni antiebraiche. Finita la guerra Phaidon lanciò diversi titoli tra cui un catalogo ragionato sulla collezione di disegni del Castello di Windsor e una serie "pocket" di scritti sulla storia dell'arte.
Nel 1950 venne pubblicato "The Story of Art" di Ernst Gombrich, che si affermò negli anni come uno dei manuali più autorevoli del genere, vendendo complessivamente 7 milioni di copie e venendo tradotto in 30 lingue diverse.
Nel 1967 Phaidon venne rilevata dall'Enciclopedia Britannica. Seguì un periodo transitorio tra gli anni Settanta e Ottanta, con diversi passaggi di proprietà fino all'arrivo di Richard Schlagman nel 1990, determinato a ristabilire il ruolo di leader nel campo delle arti visive della casa editrice. Phaidon cominciò a ristampare il suo catalogo e a pubblicare nuovi titoli con minuziosa attenzione ai diversi aspetti della produzione: dal design ai contenuti dell'autore.
Nel 1994 venne pubblicato "The Art Book", un dizionario ad immagini contenente gli artisti più importanti della storia dell'arte dalla A alla Z. L'anno seguente venne ristampato per la sedicesima volta "The Story of Art" che registrò oltre 7 milioni di copie vendute e fu tradotto in 30 lingue.
Nel 1995 venne lanciata, su ideazione di Iwona Blazwick, la Contemporary Artists Series, una collana di monografie dedicate ad artisti contemporanei.
Nel 2006 la compagnia entra con successo nel mondo dell'editoria gastronomica, prima traducendo in inglese Il cucchiaio d'argento (poi tradotto anche in francese e tedesco) e poi pubblicando nel 2009 il volume di Ferran Adrià "Un giorno a el Bulli", divenuto subito un bestseller.
Nel 2008 Phaidon ha acquistato il marchio editoriale francese Cahiers du cinéma.
Nel 2012 Richard Schlagman ha venduto la compagnia al magnate finanziario Leon Black.